# Corrado Alvaro

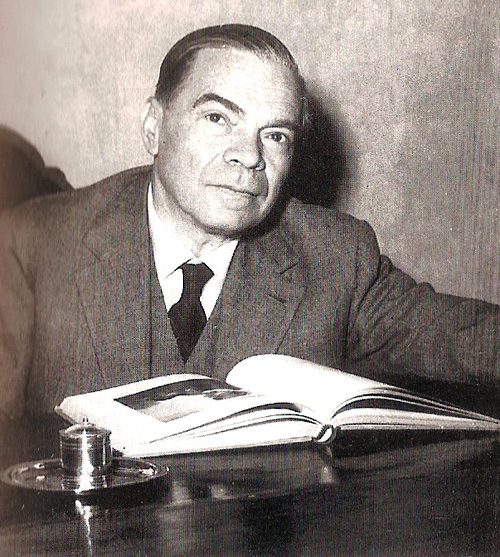
Corrado Alvaro

Corrado Alvaro (1895 - 1956) foi um escritor italiano. Observador da realidade psicológica e social, produziu obras de denúncia política. Suas obras foram:Pastores de Aspromonte(1930) , Homem é forte (1938) e Quase uma vida (1950).